# Microrregión del Agreste de Lagarto
La microrregión del Agreste de Lagarto es una de las microrregiones del estado brasilero de Sergipe perteneciente a la mesorregión del Agreste Sergipano. Está dividida en dos municipios.

## Municipios
- Lagarto
- Riachão do Dantas

- Datos: Q1899847